# Springer (Oklahoma)
Springer – miasto w Stanach Zjednoczonych, w stanie Oklahoma, w hrabstwie Carter.